# Вилалфонсина
Вилалфонсина (итал. Villalfonsina) је насеље у Италији у округу Кјети, региону Абруцо.
Према процени из 2011. у насељу је живело 498 становника. Насеље се налази на надморској висини од 193 м.

## Становништво
| 1931. | 1936. | 1951. | 1961. | 1971. | 1981. | 1991. | 2001. | 2011. |
| ----- | ----- | ----- | ----- | ----- | ----- | ----- | ----- | ----- |
| 1.675 | 1.606 | 1.911 | 1.560 | 1.378 | 1.198 | 1.126 | 1.062 | 977   |